# 卡格迪洛達JC
卡格迪洛達JC（Roda JC Kerkrade），一般稱為洛達，是一間荷蘭足球會，位於克克拉德，位於荷蘭南部，鄰近德國。球會現在於荷蘭乙組足球聯賽角逐。

## 歷史
洛達是由多間當地球會合併而成。在1954年，1926年成立的SV克克拉德（SV Kerkrade），和1914年成立的，合併成為洛達體育會（Roda Sport）。同年，當年成立的快速隊54（Rapid '54），和1910年成立的業餘球隊合併成快速隊（Rapid JC），快速隊在1956年贏得聯賽冠軍。而在1962年6月27日，快速隊和洛達體育會合併成現在的洛達。結果，球會成為了不少於五間球會參與合併中，最複雜的一次。而當球會在1973年升上荷蘭甲組足球聯賽時，球會在第二年沒有降班。而球會在1997年和2000年在球會五次參與荷蘭盃的決賽中，這兩年他們贏得了冠軍。而2004/05球季的平均入座率為12,700人。
最後一個荷蘭煤礦在六十年代關閉，但在最南部的省林堡（Limberg），到今天依然被喻為採礦區。這個區域比較多山，和國家其他地區不同。在區域層面上和老礦工的眼中，採煤仍然是一種工業。他們依然在回憶光輝不再的工業，所以他們已經視南林堡為自己的家園，也因此洛達成了他們的球隊。
洛達在荷蘭被視為「礦工隊」。球會的球迷，來自世俗的省首府馬斯垂克（Maastricht），都十分尊敬球會。而在克克拉德和周邊地區，更是把球會視為榮耀。所以洛達毫無疑問地，成為了當地第一球會。而現在位於林堡的同市宿敵,  和，都只在乙組角逐。洛達的榮耀還來自七次打入歐洲賽和五次打入荷蘭杯決賽，而近兩次(1997年和2000年)更是獲得冠軍。洛達的其中一個前身快速隊，是1956年的聯賽冠軍，當時的正選中，有十個人是礦工。
荷蘭有幾間球會好像洛達一樣，擁有複習的合併歷史。洛達的全名是。故事是這樣的：克克拉德足球會（Kerkrade football club）在1926年成立，而則在1914年成立。這兩間球會在1954年合併為洛達體育會（Roda Sport）。同年，1910年成立的和快速隊'54合併成快速隊（Rapid JC）。這兩宗合併，只是維持了八年，到1962年，他們合併成洛達。其後，洛達在1973年升上甲組，而且自此之後沒有降班。今日，洛達的主場位於林堡公園球場，是荷甲眾球場中最大和最多設施的球場之一。
自從1973年升上甲組以來，球會超過二十次能在頭十名完成。因此，洛達獲得「三強之外最佳球會」（best of the rest）之名。因為他們屬少數能定期於歐洲賽登場的球會，和在三強中突出自己。洛達在1994/95球季是歷史中最光輝的時刻，他們成為了唯一一支對當年歐洲冠軍和聯賽冠軍阿積士時，能保持不敗的球隊。這季他們兩次的對賽都打成1-1，而這季他們以第二名完成聯賽，是他們有史以來最佳的成績。
球會最值得回味的歐洲賽賽季是1988/89球季，他們在歐洲杯賽冠軍杯出線，後來在淘汰賽階段才被兩名保加利亞球會索菲亞中央陸軍射手：史岱捷哥夫（Hristo Stoichkov）和哥斯達甸洛夫（Emil Kostadinov），淘汰出局。而後來他們都成為了超級球星。而最值得回味的賽事，則是在2002年，洛達對到訪的意大利球會AC米蘭，不幸地以0-1落敗，但後來他們以同樣比數在AC米蘭主場聖西路球場贏回對手。當時此舉令米蘭人十分震驚，令比賽最後要互射十二碼分勝負，而洛達更曾經領先對手，但最後只以一球十二碼見負，球會最終無法出線。
以荷蘭盃的成績來演繹洛達在荷蘭的地位，實在最適合不過。洛達曾經五次進入決賽，但頭三次的對手是荷蘭三強，而洛達最後也只取得銀牌。頭兩次在1976年和1988年對燕豪芬，第三次在1992年對飛燕諾。但後來的兩次，對手都不是荷蘭三強 ，這兩次都能奪金而回，分別是1997年的海倫芬，和2000年的奈梅亨。由此可知，洛達雖然不及荷蘭三強，但比其他眾多對手都要強。
即使在2002年至2003年遇上財政困難，洛達依然能保持水準，而且也沒有不忠實於洛達的精神。基本上，球會的死忠球迷，都是礦工家族們的後代。洛達的歷史如果沒有這個名字就會變得不完整：，他們球會八十年代到九十年代初期的隊長，到現在仍被視為林堡煤礦區的草根英雄。

## 球場
自從球會成立後，球會就在""這個能容納21,500人的球場作為主場。現在的主場位於林堡公園球場，在2000年8月15日開幕，擁有20,000個座位，首場的比賽是和薩拉戈薩比賽。

## 成就
- 荷蘭甲組足球聯賽 
  - 冠軍: 1955/1956 快速隊
  - 亞軍: 1958/1959 快速隊
  - 亞軍: 1994/1995 洛達

- 荷蘭乙組足球聯賽 
  - 冠軍: 1972/1973 洛達

- 荷蘭盃
  - 冠軍: 1997, 2000 洛達
  - 亞軍: 1976, 1988, 1992 洛達

- 荷蘭超級盃
  - 亞軍: 1997, 2000 洛達

## 著名球員
| - Dick Advocaat - Tijani Babangida - Stanley Bish - Joop Dacier - Leo Degens - Leo Ehlen - John Eriksen - Henk Fräser - Bram Geilman - Nol Hendriks - Ruud Hesp | - Gene Hanssen - Marco van Hoogdalem - Bert Jacobs - Ron Jans - Jan Jongbloed - Johan de Kock - Jens Kolding - Arouna Kone - Adri Koster - Gerard van der Lem - John van Loen | - Eric van der Luer - Mark Luijpers - Dick Nanninga - Theo Pickee - Huub Stevens - Wilbert Suvrijn - Rene Trost - Joos Valgaeren - Pierre Vermeulen - Peter de Wit - Sten Ziegler |

## 贊助商
- Umbro

## 外部連結
- 官方網站（页面存档备份，存于）
- 介紹球員網站（页面存档备份，存于）
- 球迷網站
- 球迷網站（页面存档备份，存于）
- 球迷網站（页面存档备份，存于）
- 1st 官方球迷會網站
- 球迷網站（页面存档备份，存于）